# Plachwitz
Plachwitz war ein Dorf auf dem heutigen Gebiet der Gemeinde Hohe Börde, Ortsteil Niederndodeleben im Landkreis Börde in Sachsen-Anhalt.
Plachwitz (auch Platzfeld oder Plochovisci) lag westlich des Dorfes Olvenstedt, beidseits des Bachlaufes der Großen Sülze, etwas östlich der Stelle, an der heute die Bundesstraße 1 die Große Sülze kreuzt. Die ungefähre Ortslage dürfte sich daher bei der Koordinate 52° 9′ 11,2″ N, 11° 32′ 23″ O befunden haben.
Erstmals erwähnt wurde der Ort, als unter anderem auch Plachwitz im Jahr 937 von Otto I. dem Moritzkloster geschenkt wurde. Bereits im Mittelalter wurde das Dorf, wie mehrere andere Orte in der Region auch, jedoch von seinen Bewohnern aufgegeben und zur Wüstung. Im Jahr 1349 verkaufte Erzbischof Otto mehrere Ländereien in dieser Gegend und auch den wüsten Ort Plachwitz an das Domkapitel Magdeburg.
Heute erinnert an Plachwitz noch die Benennung einer Straße in Olvenstedt als Plachwitzer Weg.

## Quelle
- Gustav Reischel: Geschichtliche Karte der Kreise Wolmirstedt und Wanzleben. Graphische Kunst-Anstalt Louis Koch, Halberstadt 1912, (1:100.000).